# Rändajad
Rändajad (zu Deutsch „Nomaden“) ist ein Lied der estnischen Gruppe Urban Symphony, das von Sven Lõhmus komponiert wurde und beim Eurovision Song Contest 2009 in Moskau für Estland ins Rennen ging.

## Hintergrund
Mit dem Lied trat Urban Symphony am 14. Mai 2009 beim zweiten Semifinale an und ermöglichte Estland erstmals seit der Einführung der Semifinals wieder einen Startplatz im Finale. Dort erreichte die Band am 16. Mai 2009 mit 129 Punkten den sechsten Platz, das beste Ergebnis für Estland seit Runaway von Sahlene im Jahr 2002.
Rändajad erzählt von den niemals enden wollenden Wanderungen der Nomaden durch die Sandwüsten und beschreibt die Gefahren auf ihrem Weg. Auf Englisch wurde der Titel des Liedes mit „Travellers“ (dt. „Reisende, Fahrende“) oder „Nomads“ (dt. „Nomaden“) übersetzt.
Der Liedtexter Sven Lõhmus verfasste auch den estnischen Beitrag zum Eurovision Song Contest 2005, Let’s Get Loud von Suntribe. 

## Chartplatzierungen
| ChartsChartplatzierungen | Höchstplatzierung | Wochen |
| ------------------------ | ----------------- | ------ |
| Schweiz (IFPI)           | 86 (1 Wo.)        | 1      |

Zudem erreichte das Lied auch in anderen Ländern die Charts. In Belgien Platz 68; in Griechenland Platz acht, in Finnland Platz zehn und in Schweden Rang 14.